# Monica Bellucci
Monica Anna Maria Bellucci (Città di Castello, Umbría, 30 de septiembre de 1964), conocida como Monica Bellucci, es una modelo y actriz italiana. Empezó trabajando como modelo de moda para Dolce & Gabbana y Dior, antes de adentrarse en la interpretación como actriz de cine en Italia, Estados Unidos y Francia.

## Biografía
Nació en la localidad italiana de Città di Castello (Umbría), única hija de Pasquale Bellucci, dueño de una empresa camionera y Brunella Briganti, pintora. Comenzó a trabajar como modelo a los 16 años de edad, cuando cursaba bachillerato de Letras. Sus primeros pasos profesionales se encaminaron a ejercer la abogacía, aunque decidió trabajar como modelo para pagar sus estudios en la Universidad de Perugia. El estilo de vida de la moda la llevó a abandonar su carrera de Derecho.
Se casó con el fotógrafo de moda Claudio Carlos Basso en 1990, pero se divorciaron al año siguiente.
Posteriormente su siguiente marido fue el actor francés Vincent Cassel, con quien coincidió en numerosas películas y cuya separación se hizo pública el 26 de agosto de 2013. Tienen dos hijos en común: Dev (nacido el 12 de septiembre de 2004) y Léonie (nacida el 21 de mayo de 2010).
Tras su divorcio, numerosas revistas de la prensa rosa la relacionaron con Telman Ismailov, un multimillonario ruso de 56 años con orígenes en Azerbaiyán.
Habla tres idiomas con fluidez: italiano (su lengua materna), francés e inglés; y algo de español. Ha interpretado papeles hablando todos esos idiomas, además de arameo para su papel como María Magdalena en La Pasión de Cristo y serbio en la película de Emir Kusturica On the Milky Road (2016).
En 2004, mientras estaba embarazada de Deva, Bellucci posó desnuda para la edición italiana de la revista Vanity Fair como protesta en contra de las leyes italianas que prohíben la donación de esperma. Volvió a aparecer embarazada y semidesnuda para la revista en abril de 2010, durante su segunda gestación.
En el documental The Big Question, sobre la película La Pasión de Cristo, comentó: "Soy agnóstica, aunque respeto y me interesan todas las religiones. Si hay algo en lo que creo es en la misteriosa energía; esa que llena los océanos durante los oleajes, esa que une la naturaleza con los seres".
En 2017 se unió sentimentalmente al escultor francés Nicolas Lefebvre, 18 años más joven que Bellucci.
A principios de julio del 2018 decidieron poner fin a su vida en común.

## Trayectoria profesional

### Modelo
En 1988, se trasladó a uno de los puntos neurálgicos de la moda europea, Milán, firmando para la prestigiosa firma Elite Model Management. En 1989 ya era una modelo reconocida en París e incluso al otro lado del Atlántico, en Nueva York. Posó para Dolce & Gabbana y para la marca francesa Elle, entre otras. Ese mismo año, Monica Bellucci se ve atraída por el cine, toma clases de interpretación, para convertirse en actriz.
En febrero de 2001 apareció en la portada de la revista Esquire y en 2003 en Maxim. En 2004 ocupó el primer puesto en la lista anual de las 100 mujeres más hermosas del mundo de AskMen. La carrera de Bellucci como modelo es manejada por Elite+ en Nueva York. Es considerada un sex symbol italiano. Actualmente es la cara de la línea Dior Cosmetics.

### Actriz

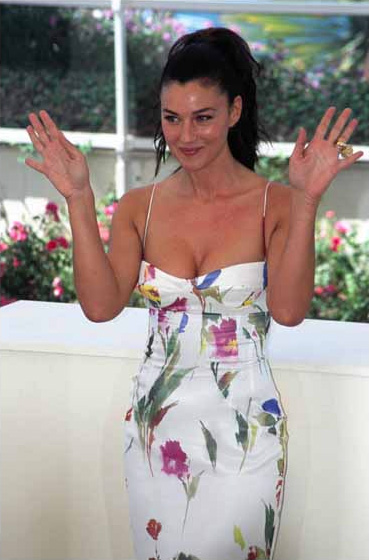
Monica Bellucci en el Festival de Cannes de 2002.

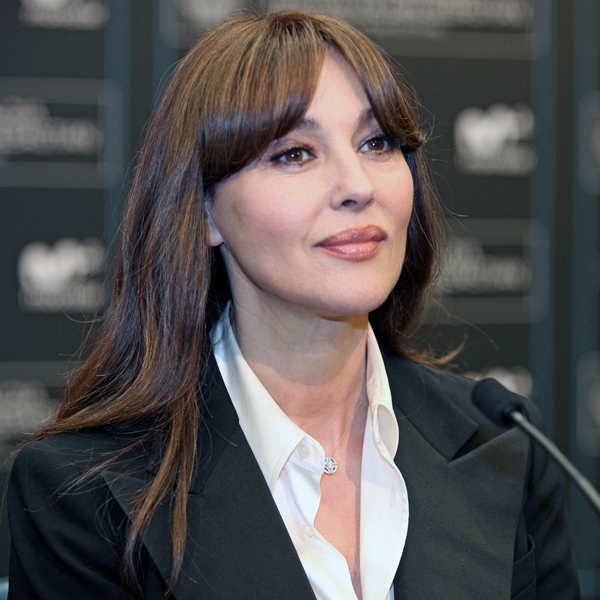
Monica Bellucci en Festival Internacional de Cine de San Sebastián de 2017.

Su carrera en el cine comenzó a principios de los años 1990. Interpretó breves papeles en La Riffa (1991) y Drácula, de Bram Stoker (1992). En 1996 fue nominada al premio César como mejor actriz de reparto por su rol de Lisa en L'appartement y afianzó su posición como actriz. En 1998 participó en el filme A los que aman, de la directora española Isabel Coixet.
Su popularidad aumentó en todo el mundo después de sus papeles en varios filmes europeos de repercusión, como Malèna (2000) de Giuseppe Tornatore, El pacto de los lobos (2001) e Irreversible (2002).
Desde entonces ha trabajado en varias películas europeas y norteamericanas como: Bajo sospecha (2000), con Gene Hackman y Morgan Freeman; Astérix y Obélix: Misión Cleopatra (2002), con Gérard Depardieu; Lágrimas del sol (2003), con Bruce Willis; The Matrix Reloaded (2003), de las hermanas Wachowski; La pasión de Cristo (2004), dirigida por Mel Gibson; Los hermanos Grimm (2005), de Terry Gilliam; Le Deuxième souffle (2007); Shoot 'Em Up (2007), con Clive Owen; Ne te retourne pas (2009); y El aprendiz de brujo (2010).
Ha participado fundamentalmente en varios filmes de cine negro, como es el caso del controvertido Irreversible, donde se expone una violación explícita y violenta, y En el punto de mira. También ha incursionado en películas de ciencia ficción como Matrix Revolutions y de acción como es el caso de Lágrimas del sol, junto a Bruce Willis.
Bellucci iba a interpretar a la política india Sonia Gandhi en el biopic Sonia, en un principio planeada a estrenarse en 2007, pero el proyecto fue cancelado.

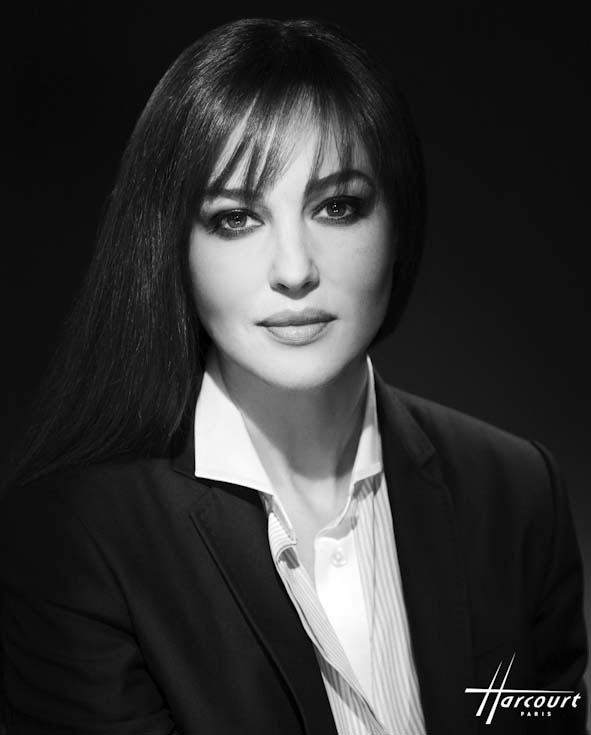
Monica Bellucci en 2008.

La actriz dobló su propia voz para las versiones de Francia e Italia de la película Shoot 'Em Up (2007). Además prestó su voz a Kaileena en el videojuego Prince of Persia: Warrior Within e hizo la voz en francés de Cappy en el doblaje de la película animada Robots (2005).
En 2015 intervino en Spectre, la 24.ª película de la saga James Bond, junto con Daniel Craig. Con su papel, se convirtió en la chica Bond de más edad (50 años), participación que no tuvo exenta de críticas debido a controversias sobre la edad de una chica Bond.
En 2022, compartió créditos con Liam Neeson en el thriller “La Memoria De Un Asesino”.
Sus proyectos en 2023 son la teleserie “Radical Eye: The Life And Times Of Tina Modotti” y el cine rueda las películas “Siccità” y “Mafia Mamma”.

## Filmografía

### Cine
| Año       | Título                                            | Personaje                | Notas                   |
| --------- | ------------------------------------------------- | ------------------------ | ----------------------- |
| 1990      | Vita coi figli                                    | Elda                     |                         |
| 1991      | The Raffle                                        | Francesca                |                         |
| 1992      | Bram Stoker's Dracula                             | Novia de Drácula         |                         |
| 1992      | Ostinato Destino                                  | Marina / Angela          |                         |
| 1994      | Briganti – Amore e libertà                        | Costanza                 |                         |
| 1994      | I Mitici (The Heroes [Ing])                       | Deborah                  |                         |
| 1995      | Palla di neve (Snowball [Ing])                    | Melina                   |                         |
| 1995      | Il cielo è sempre più blu (Bits and Pieces [Ing]) |                          |                         |
| 1995      | Joseph                                            | Esposa del faraón        |                         |
| 1996      | L'appartement                                     | Lisa                     |                         |
| 1996      | Sorellina e il principe del sogno                 | Princess                 |                         |
| 1997      | Stressati                                         |                          |                         |
| 1997      | Dobermann                                         | Nat the Gypsy            |                         |
| 1997      | Mauvais genre                                     | Camille                  |                         |
| 1997      | Come mi vuoi                                      | Nellina                  |                         |
| 1998      | Le Plaisir                                        | Girl                     |                         |
| 1998      | Compromise                                        | Monique                  |                         |
| 1998      | Kaputt Mundi                                      | Giulia Giovannini        |                         |
| 1998      | A los que aman                                    | Valeria                  |                         |
| 1999      | Comme un poisson hors de l'eau                    | Myrtille                 |                         |
| 1999      | Méditerranées                                     | Marguerite               |                         |
| 2000      | Under Suspicion                                   | Chantal Hearst           |                         |
| 2000      | Franck Spadone                                    | Laura                    |                         |
| 2000      | Malèna                                            | Malèna Scordia           |                         |
| 2001      | Le Pacte des loups                                | Sylvia                   |                         |
| 2002      | Astérix et Obélix: Mission Cléopâtre              | Cleopatra                |                         |
| 2002      | Irréversible                                      | Alex                     |                         |
| 2003      | Ricordati di me                                   | Alessia                  |                         |
| 2003      | Sinbad: Legend of the Seven Seas                  | Marina                   | Voz. Doblaje en francés |
| 2003      | Tears of the Sun                                  | Lena Fiore Kendricks     |                         |
| 2003      | The Matrix Reloaded                               | Perséfone                |                         |
| 2003      | The Matrix Revolutions                            | Perséfone                |                         |
| 2004      | The Passion of the Christ                         | María Magdalena          |                         |
| 2004      | Agents Secrets                                    | Barbara / Lisa           |                         |
| 2004      | She Hate Me                                       | Simona Bonasera          |                         |
| 2005      | Robots                                            | Cappy                    | Voz. Doblaje en francés |
| 2005      | The Brothers Grimm                                | La Reina del Espejo      |                         |
| 2005      | Combien tu m'aimes?                               | Daniela                  |                         |
| 2006      | Sheitan                                           | La belle vampiresse      |                         |
| 2006      | N. Napoleón y yo                                  | Baronesa Emilia Speziali |                         |
| 2006      | The Stone Council                                 | Laura Siprien            |                         |
| 2007      | Heartango                                         | L'inafferrabile          |                         |
| 2007      | Manuale d'amore 2                                 | Lucia                    |                         |
| 2007      | Shoot 'Em Up                                      | Donna Quintano           |                         |
| 2007      | Le deuxième souffle                               | Manouche                 |                         |
| 2008      | Sanguepazzo                                       | Luisa Ferida             |                         |
| 2008      | L'uomo che ama                                    | Alba                     |                         |
| 2009      | Don't Look Back                                   | Jeanne                   |                         |
| 2009      | The Private Lives of Pippa Lee                    | Gigi Lee                 |                         |
| 2009      | Baarìa – La porta del vento                       | Novia de Bricklayer      |                         |
| 2009      | Omaggio a Roma                                    | Tosca                    |                         |
| 2010      | The Whistleblower                                 | Laura Levin              |                         |
| 2010      | The Sorcerer's Apprentice                         | Veronica                 |                         |
| 2010      | Rose, c'est Paris                                 | L'esprit de gala         |                         |
| 2011      | Manuale d'amore 3                                 | Viola                    |                         |
| 2011      | A Burning Hot Summer                              | Angèle                   |                         |
| 2012      | Rhino Season                                      | Mina                     |                         |
| 2013      | Des gens qui s'embrassent                         | Giovanna                 |                         |
| 2014      | Lungo la Via Lattea                               |                          |                         |
| 2014      | The Wonders                                       | Milly Catena             |                         |
| 2014      | Na Quebrada                                       | Paola                    |                         |
| 2015      | Ville-Marie                                       | Sophie                   |                         |
| 2015      | Spectre                                           | Lucia Sciarra            |                         |
| 2016      | On the Milky Road                                 | Nevesta                  |                         |
| 2016      | Mozart in the jungle                              | Alessandra               |                         |
| 2018-2019 | Call My Agent!                                    | Ella misma               |                         |
| 2018      | Nekrotronic                                       | Finnegan                 |                         |
| 2019      | The Best Years of a Life                          | Elena                    |                         |
| 2019      | Spider in the Web                                 | Angela                   |                         |
| 2020      | The Man Who Sold His Skin                         | Soraya Waldy             |                         |
| 2021      | Les Fantasmes                                     |                          |                         |
| 2021      | The Befana comes At Night 2: The Origins          | Dolores                  |                         |
| 2023      | Mafia Mamma                                       | Bianca                   |                         |
| 2024      | Beetlejuice Beetlejuice                           | Delores                  |                         |

### Televisión
| Año  | Título                 | Personaje  |                                 |
| ---- | ---------------------- | ---------- | ------------------------------- |
| 2016 | Mozart in the Jungle   | Alessandra | Personaje invitada, 5 Episodios |
| 2017 | Twin Peaks: The Return | Ella misma | Episodio: "Part 14"             |
| 2018 | Call My Agent!         | Ella misma | 2 Episodios                     |

### Videojuegos
| Año  | Título                           | Personaje  |
| ---- | -------------------------------- | ---------- |
| 2003 | Enter the Matrix                 | Persephone |
| 2004 | Prince of Persia: Warrior Within | Kaileena   |

### Videoclips
| Año  | Título original       | Intérprete | BSO     | Película | Notas                                        |
| ---- | --------------------- | ---------- | ------- | -------- | -------------------------------------------- |
| 2015 | Writing's on the Wall | Sam Smith  | Spectre | Spectre  | - Globo de Oro 2016, Mejor canción original. |

## Premios y nominaciones
| Año  | Otorga                                          | Premio                                         | Trabajo                                        | Resultado |
| ---- | ----------------------------------------------- | ---------------------------------------------- | ---------------------------------------------- | --------- |
| 1997 | César Awards                                    | Actriz más prometedora                         | The Apartment                                  | Nominada  |
| 2001 | European Film Awards                            | Premio de la Audiencia para Mejor Actriz       | Malèna                                         | Nominada  |
| 2003 | Saturn Award                                    | Mejor Actriz de soporte                        | Brotherhood of the Wolf                        | Nominada  |
| 2003 | Italian National Syndicate of Film Journalists  | Silver Ribbon para Mejor Actriz de soporte     | Ricordati di me                                | Ganó      |
| 2003 | Cinescape Genre Face of the Future Award        | Mejor femina                                   | The Matrix Reloaded and The Matrix Revolutions | Nominada  |
| 2003 | David di Donatello Awards                       | Mejor Actriz de soporte                        | Ricordati di me                                | Nominada  |
| 2003 | Teen Choice Awards                              | Choice Movie para Estrella revelación femenina | The Matrix Reloaded and Tears of the Sun       | Nominada  |
| 2004 | MTV Movie Awards                                | Mejor Beso                                     | The Matrix Reloaded                            | Nominada  |
| 2005 | Globo d'oro                                     | European Golden Globe                          |                                                | Ganó      |
| 2005 | Italian National Syndicate of Film Journalists  | Silver Ribbon para Mejor Actriz de soporte     | The Passion of the Christ                      | Nominada  |
| 2007 | Italian National Syndicate of Film Journalists  | Silver Ribbon para Mejor Actriz de soporte     | N                                              | Nominada  |
| 2017 | Festival Internacional de Cine de San Sebastián | Premio Honorario Donostia                      |                                                | Ganó      |
| 2017 | Italian National Syndicate of Film Journalists  | European Nastro D'Argento                      | On the Milky Road                              | Ganó      |
| 2020 | Magritte Award                                  | Premio Honorario Magritte                      |                                                | Ganó      |
| 2021 | David di Donatello Awards                       | David Speciale                                 |                                                | Ganó      |